# Eufórion de Cálcis
Eufórion de Cálcis (Cálcis, 275 a.C. - Antioquia, 200 a.C.) foi um gramático e poeta grego do período helenístico.
Viveu em Antioquia, onde foi bibliotecário de Antíoco, o Grande. Sua obra, quase toda perdida, rivalizou com os poetas Teodóridas e Crates. Escreveu, em prosa, tratados históricos, monografias, epigramas e poemas narrativos, foi também filólogo e crítico literário.
Euforion de Cálcis foi diretor da Biblioteca de Antioquia e autor de obras que refletiam grande erudição – principalmente histórica. Alcançou notoriedade por ter escrito breves poemas épicos do gênero chamado epílio, e breves poemas de temática mitológica entre os quais se destacam Hesíodo, Mopsopia e Kiliades.
Estas pequenas obras tem como principal modelo os poemas homéricos no tocante ao uso do hexâmetros e as referências míticas. Em troca pelo que atém a técnica poética, a de Euforion, se corresponde especialmente com a chamada calimaquiana por sua concisão e a recorrência a mitos pouco conhecidos, tudo isto com a intenção de surpreender o leitor, de maravilhá-lo.